# Паршнево
Паршнево — деревня в Лежневском районе Ивановской области, входит в состав Сабиновского сельского поселения.

## География
Деревня расположена на берегу речки Шепелевка в 17 км на юго-восток от центра поселения — деревни Сабиново — и в 17 км на восток от районного центра — посёлка Лежнево.

## История
В конце XIX — начале XX века деревня входила в состав Быковской волости Ковровского уезда Владимирской губернии, с 1918 года — в составе Хозниковской волости Шуйского уезда Иваново-Вознесенской губернии. В 1859 году в деревне числилось 10 дворов, в 1905 году — 13 дворов.
С 1929 года деревня входила в состав Хозниковского сельсовета Шуйского района Ивановской Промышленной области, с 1932 года — в составе Лежневского района, с 1963 года — в составе Шуйского района, с 1985 года — в составе Лежневского района, с 2005 года — в составе Хозниковского сельского поселения, с 2015 года — в составе Сабиновского сельского поселения.
Религия
В конце XIX века жители деревни были прихожанами Никольской церкви Владимирской епархии села Хозниково Ковровского уезда Владимирской губернии. 

## Население
| 1859 | 1905 | 2010 |
| ---- | ---- | ---- |
| 68   | ↗103 | ↗189 |

По данным Всероссийской переписи населения 2002 года в деревне Паршнево Хозниковского сельсовета проживали 232 человека, преобладающая национальность — русские (99%).

## Экономика
В деревне расположено ООО «Стеклолента».